# Portage County, Ohio
Portage County är ett administrativt område i delstaten Ohio, USA, med 161 419 invånare. Den administrativa huvudorten (county seat) är Ravenna.

## Geografi
Enligt United States Census Bureau har countyt en total area på 1 313 km². 1 275 km² av den arean är land och 38 km² är vatten.

### Angränsande countyn
- Geauga County - norr
- Trumbull County - öst
- Mahoning County - sydost
- Stark County - söder
- Summit County - väst
- Cuyahoga County - nordväst

### Orter
- Aurora
- Ravenna (huvudort)
- Streetsboro